# SO.9000 Trident
Le SO.9000 Trident était un avion prototype français développé par la SNCASO. Son concepteur était Lucien Servanty, chef de l'atelier de Courbevoie de la SNCASO.

## Historique

### SO.9000Trident I

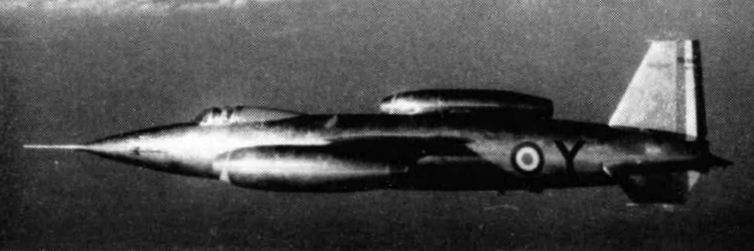
Un S0.9000 en vol vers 1956.

À la demande de l'armée de l'air qui s'intéressait à un intercepteur supersonique, la SNCASO étudia en 1951 le concept d'un avion dont le propulseur principal était un moteur fusée, associé à un (ou des) réacteurs auxiliaires, servant surtout pour le décollage afin d'économiser le carburant du moteur fusée. Pour atteindre de très hautes vitesses, le statoréacteur était également envisagé mais le financement de l'étude de ce type de motorisation allait aux prototypes Leduc. Deux prototypes furent commandés.
Compte tenu des contraintes liées au domaine de vol demandé, l'avion retenu était un monoplace, la forme de voilure retenue étant une aile droite de faible envergure et à profil extrêmement mince, de plan pratiquement carré.
Pour obtenir la poussée suffisante, il fallait juxtaposer plusieurs chambres de combustion, pouvant être allumées séparément ou toutes ensemble. Afin d'éviter toute dissymétrie dans la poussée, ce groupe propulsif devait être situé dans l'axe, donc dans le fuselage. La majeure partie de celui-ci était occupée par des réservoirs de kérosène pour les réacteurs ou de propergols pour les moteurs-fusées. Comme il n'y avait pas de place pour eux, les réacteurs furent placés en bout d'ailes. Leurs fuseaux jouent le rôle de cloisons marginales, améliorant le rendement aérodynamique. Les réacteurs choisis étaient des Turbomeca Marboré II de 400 kgp chacun.
L'empennage était de forme classique, mais composé de trois surfaces monobloc entièrement mobiles, une verticale et deux horizontales, actionnées par des vérins hydrauliques. Les surfaces horizontales étaient à l'origine dotées d'un fort dièdre négatif, pour assurer simultanément le pilotage en tangage (profondeur) et en roulis (gauchissement). Par la suite, ce dièdre fut réduit pour permettre un cabrage de l'appareil plus accentué au décollage.
Le train d'atterrissage était de configuration classique : deux roues principales s'escamotant dans le fuselage, une roulette avant. Il était à la fois à voie étroite et avec des jambes très courtes, offrant une faible garde au sol. La cabine de pilotage, située tout à l'avant, du fuselage, était largable comme sur les prototypes Leduc.
Le premier vol du prototype no 1, avec les seuls réacteurs, eut lieu le 2 mars 1953.
Le second prototype, réalisé six mois plus tard, s'écrasa lors de son premier vol le 1er septembre 1953 sur la base aérienne de Melun-Villaroche. L'appareil avait peiné à décoller en raison de la faible poussée de ses réacteurs et de la température caniculaire qui sévissait ce jour-là, réduisant la portance et le rendement des réacteurs. De fait il n'était pas assez haut quand, arrivé en fin de piste, l'appareil percuta un poteau électrique. La cabine se détacha de l'appareil à 300 km/h et rebondit à plusieurs reprises avant de s'immobiliser, laissant son pilote Jacques Guignard gravement blessé.
Les essais continuent avec le prototype no 1, qui effectue le 4 septembre 1954 son premier vol avec moteur-fusée allumé. Après remplacement de ses réacteurs par des Dassault MD30-ASV5 d'une puissance presque double de 750 kgp, le prototype no 1 atteignit en 1955 la vitesse de Mach 1,63 et dépassa 15 000 m d'altitude. Il est arrêté de vol en décembre 1956 et exposé au Musée de l'Air et de l'Espace.

### SO.9050Trident II
À la suite des performances du SO.9000 Trident I, les services officiels commandèrent deux nouveaux prototypes en 1954 : le SO.9050 Trident II vola pour la première fois le 19 juillet 1955. Il est équipé d'un moteur-fusée SEPR 631 doté de deux chambres et chacune pouvait être allumée séparément, afin de mieux contrôler la poussée produite.
Deux accidents en marquèrent la mise au point.
Le 6 janvier 1956, alors que Jacques Guignard effectue son second vol sur le Trident II, il tombe en panne de carburant alors qu'il est en approche finale sur la piste d'Istres. Obligé de se poser dans la Crau, l'appareil est détruit mais le pilote s'en sort sans blessure, la cabine éjectable s'étant détachée.
Le second accident eut des conséquences plus funestes. Le 20 mai 1957, alors que Charles Goujon répète une dernière fois le programme de démonstration du salon du Bourget, lors d'un piqué en vue d'un passage à grande vitesse l'appareil se désintègre en vol. Le pilote eut le temps de déclencher l'éjection mais fut retrouvé mort avec la colonne vertébrale brisée et le crâne fracturé.
Six appareils Trident II furent commandés en juin 1956. Les trois premiers appareils furent livrés de mai 1957 à janvier 1958. Le prototype 06 prit l'air pour la première fois le 3 janvier 1958. Quelques jours plus tard, le prototype 05 s'octroya le record du monde d'altitude avec 22 800 m. Puis le 19 avril, ce fut le tour du prototype 04 de battre le record du monde de montée à 18 000 m en 3 minutes 17 secondes après le lâché des freins. Le même jour le prototype 05 effectua un tonneau à Mach 1,81. Le 2 mai 1958, un record mondial d'altitude fut atteint par Roger Carpentier sur le 06 avec 24 217 m.
Malgré les succès obtenus, le programme fut interrompu le 6 octobre 1958 pour des raisons budgétaires. Ce dernier jour, pour un baroud d'honneur Jean-Pierre Rozier fit monter l'appareil à une altitude de 28 000 m, record non homologué. Compte tenu du coût de l'appareil et de sa spécialisation en intercepteur, la série n'eut pas de suite.

### Développement lié
- Saunders-Roe SR.53
- Saunders-Roe SR.177
- SNCASE SE.212 Durandal
- XF-91 Thunderceptor